# Bunium
Bunium is een geslacht uit de schermbloemenfamilie (Apiaceae). De soorten komen voor van Europa en het Middellandse Zeegebied tot in Centraal-Azië en India.

## Soorten
- Bunium allioides Bani, Pimenov & Adıgüzel
- Bunium alpinum Waldst. & Kit.
- Bunium atlanticum (Maire) Dobignard
- Bunium avromanum (Boiss. & Hausskn.) Drude
- Bunium balearicum (Sennen) Mateo & López Udias
- Bunium bourgaei (Boiss.) Freyn & Sint.
- Bunium brachyactis (Post) H.Wolff
- Bunium brevifolium Lowe
- Bunium bulbocastanum L. - Aardkastanje
- Bunium chabertii (Batt.) Batt.
- Bunium cornigerum (Boiss. & Hausskn.) Drude
- Bunium crassifolium (Batt.) Batt.
- Bunium elatum (Batt.) Batt.
- Bunium elegans (Fenzl) Freyn
- Bunium ferulaceum Sm.
- Bunium fontanesii (Pers.) Maire
- Bunium hermonis (Post) Kljuykov
- Bunium luristanicum Rech.f.
- Bunium macuca Boiss.
- Bunium microcarpum (Boiss.) Freyn & Bornm.
- Bunium nilghirense H.Wolff
- Bunium nothum (C.B.Clarke) P.K.Mukh.
- Bunium nudum (Post) H.Wolff
- Bunium pachypodum P.W.Ball
- Bunium paucifolium DC.
- Bunium pestalozzae Boiss.
- Bunium pinnatifolium Kljuykov
- Bunium rectangulum Boiss. & Hausskn.
- Bunium sancakense Yıld. & Kılıç
- Bunium sayae Yıld.
- Bunium scabrellum Korovin
- Bunium sivasicum M.Çelik & Bağcı
- Bunium tenerum Hausskn.
- Bunium verruculosum C.C.Towns.

... · 
Aciphylla · 
Actinotus · 
Aegopodium · 
Aethusa · 
Ammi (Akkerscherm) · 
Anethum · 
Angelica (Engelwortel) · 
Anisotome · 
Anthriscus (Kervel) · 
Apium (Moerasscherm) · 
Artedia · 
Astrantia (Sterrenscherm) · 
Athamanta · 
Azorella · 
Berula · 
Bifora · 
Bunium · 
Bupleurum (Goudscherm) · 
Carum (Karwij) · 
Caucalis · 
Chaerophyllum (Ribzaad) · 
Cicuta · 
Conium · 
Conopodium · 
Coriandrum · 
Crithmum · 
Cuminum · 
Daucus · 
Eryngium (Kruisdistel) · 
Falcaria · 
Ferula · 
Foeniculum · 
Heracleum (Berenklauw) · 
Levisticum · 
Myrrhis · 
Oenanthe (Torkruid) · 
Orlaya · 
Pastinaca (Pastinaak) · 
Petroselinum (Peterselie) · 
Peucedanum (Varkenskervel) · 
Pimpinella (Bevernel) · 
Pycnocycla ·
Sanicula · 
Scandix · 
Selinum · 
Silaum · 
Sium · 
Smyrnium (Zwarte kervel) · 
Steganotaenia · 
Thapsia · 
Thaspium · 
Thecocarpus · 
Tiedemannia · 
Tilingia · 
Torilis (Doornzaad) · 
Xanthosia · 
...